# Ducado de Medinaceli
El ducado de Medinaceli es un título nobiliario español creado por los Reyes Católicos en 31 de octubre de 1479 a favor de Luis de la Cerda y de la Vega, V conde de Medinaceli. Su nombre se refiere al municipio castellano de Medinaceli, en la provincia de Soria (Castilla y León) y también a una amplísima Comunidad de Villa y Tierra que ocupaba el sureste de la actual provincia de Soria y una gran franja central de la de Guadalajara, hasta el río Tajo. Tiene asociada grandeza de España originaria desde 1520 y da nombre a la casa de Medinaceli. El último titular fue  Marco Hohenlohe-Langenburg y Medina, que heredó por la ley de reforma sucesoria de 2006 el título tras la muerte de su abuela, Victoria Eugenia Fernández de Córdoba y Fernández de Henestrosa, lo que supone un cambio de apellido en la casa ducal, pues desde hace más de 300 años ha llevado el mismo apellido, Fernández de Córdoba. Tras el fallecimiento de este, el 19 de agosto de 2016, el título lo heredó su hija Victoria Elisabeth de Hohenlohe-Langenburg, quien también ostenta el título de princesa de Hohenlohe-Langenburg en Alemania.

## Antecesores, los condes de Medinaceli

Estandarte actual del Ducado de Medinaceli.

- Alfonso X de Castilla, «el Sabio» (Toledo, 23 de noviembre de 1221-Sevilla, 4 de abril de 1284) Casó con Violante de Aragón, hija de Jaime I de Aragón.

- Fernando de la Cerda (Valladolid, 23 de octubre de 1255-Ciudad Real, 25 de julio de 1275), Infante de Castilla, fue el hijo primogénito del rey Alfonso X de Castilla y heredero al trono castellano hasta su fallecimiento en el año 1275. Contrajo matrimonio en Burgos el 30 de noviembre de 1269 con Blanca de Francia,[2] hija del rey Luis IX de Francia, y de Margarita de Provenza.

- Alfonso de la Cerda «el Desheredado» (Valladolid, 1270-Piedrahíta, 1333), al fallecer su padre le arrebató sus derechos a la corona de Castilla y León su tío Sancho IV de Castilla. Casó con Mahalda de Brienne-Eu.[3]

- Luis de la Cerda (Francia, 1291-Lamotte du Rhône, 5 de julio de 1348), fue el primer conde de Talmont en 1338 y de Clermont, almirante de Francia (1340–1341), príncipe soberano de las Islas Afortunadas (Islas Canarias). Casó en primeras nupcias en Sevilla en 1306 con Leonor Pérez de Guzmán y Coronel, señora de Huelva y del Puerto de Santa María, hija de Alonso Pérez de Guzmán «el Bueno», y de María Alfonso Coronel.[2] Contrajo un segundo matrimonio en 1346, en Francia, con Giote D'Uzes, hija de Roberto I, vizconde de Uzes, y de Guiote de Posquières.[2]

- Isabel de la Cerda (Sevilla 1329-1389), señora de El Puerto de Santa María, casó en primeras nupcias con Ruy Pérez Ponce, señor de la Puebla de Asturias, sin descendencia, y en segundas, el 15 de septiembre de 1370, en Sevilla, con Bernardo de Bearne, I conde de Medinaceli por concesión del rey Enrique II de Castilla en 1368.[2][4][5] Era hijo de Gastón III de Foix-Bearne, conde de Foix y vizconde de Bearne. Le sucedió su hijo:

- Gastón de Bearne (m. antes del 22 de septiembre de 1404), II conde de Medinaceli, casado con Mencía de Mendoza,[4] hija de Pedro González de Mendoza y Aldonza Pérez de Ayala. Le sucedió su hijo:

- Luis de la Cerda y Mendoza (m. después del 6 de agosto de 1447), III conde de Medinaceli, casado en primeras nupcias alrededor de 1410 con Juana Sarmiento, señora de Enciso, y en segundas nupcias hacia 1446 con Juana de Leiva.[4] Le sucedió su hijo del primer matrimonio:

- Gastón de la Cerda y Sarmiento (m.  10 de junio de 1454), IV conde de Medinaceli.[4] Casó el 25 de noviembre de 1433 con Leonor de la Vega y Mendoza,[4] señora de Cogolludo. Le sucedió su hijo:

- Luis de la Cerda y de la Vega (1442-Écija, 25 de noviembre de 1501), V conde de Medinaceli, I duque de Medinaceli y señor de El Puerto de Santa María.[1]

## Lista de titulares
|                                                           | Titular                                                                | Periodo                                                   |
| Creación por Fernando II de Aragón e Isabel I de Castilla | Creación por Fernando II de Aragón e Isabel I de Castilla              | Creación por Fernando II de Aragón e Isabel I de Castilla |
| --------------------------------------------------------- | ---------------------------------------------------------------------- | --------------------------------------------------------- |
| I                                                         | Luis de la Cerda y de la Vega                                          | 1479-1501                                                 |
| II                                                        | Juan de la Cerda                                                       | 1501-1544                                                 |
| III                                                       | Gastón de la Cerda y Portugal                                          | 1544-1552                                                 |
| IV                                                        | Juan de la Cerda y Silva                                               | 1552-1575                                                 |
| V                                                         | Juan de la Cerda y Portugal                                            | 1575-1594                                                 |
| VI                                                        | Juan de la Cerda y Aragón                                              | 1594-1607                                                 |
| VII                                                       | Antonio de la Cerda y Dávila                                           | 1607-1671                                                 |
| VIII                                                      | Juan Francisco de la Cerda y Enríquez de Ribera                        | 1671-1691                                                 |
| IX                                                        | Luis Francisco de la Cerda y Aragón                                    | 1691-1711                                                 |
| X                                                         | Nicolás Fernández de Córdoba y de la Cerda                             | 1711-1739                                                 |
| XI                                                        | Luis Antonio Fernández de Córdoba y Spínola                            | 1739-1768                                                 |
| XII                                                       | Pedro de Alcántara Fernández de Córdoba Figueroa de la Cerda y Moncada | 1768-1789                                                 |
| XIII                                                      | Luis María Fernández de Córdoba y Gonzaga                              | 1789-1806                                                 |
| XIV                                                       | Luis Joaquín Fernández de Córdoba y Benavides                          | 1806-1840                                                 |
| XV                                                        | Luis Tomás Fernández de Córdoba y Ponce de León                        | 1840-1873                                                 |
| XVI                                                       | Luis María Fernández de Córdoba y Pérez de Barradas                    | 1873-1879                                                 |
| XVII                                                      | Luis Jesús Fernández de Córdoba y Salabert                             | 1880-1956                                                 |
| XVIII                                                     | Victoria Eugenia Fernández de Córdoba y Fernández de Henestrosa        | 1956-2013                                                 |
| XIX                                                       | Marco de Hohenlohe-Langenburg y Medina                                 | 2014-2016                                                 |
| XX                                                        | Victoria Elisabeth de Hohenlohe-Langenburg y Schmidt-Polex             | 2017-hoy                                                  |

## Duques de Medinaceli

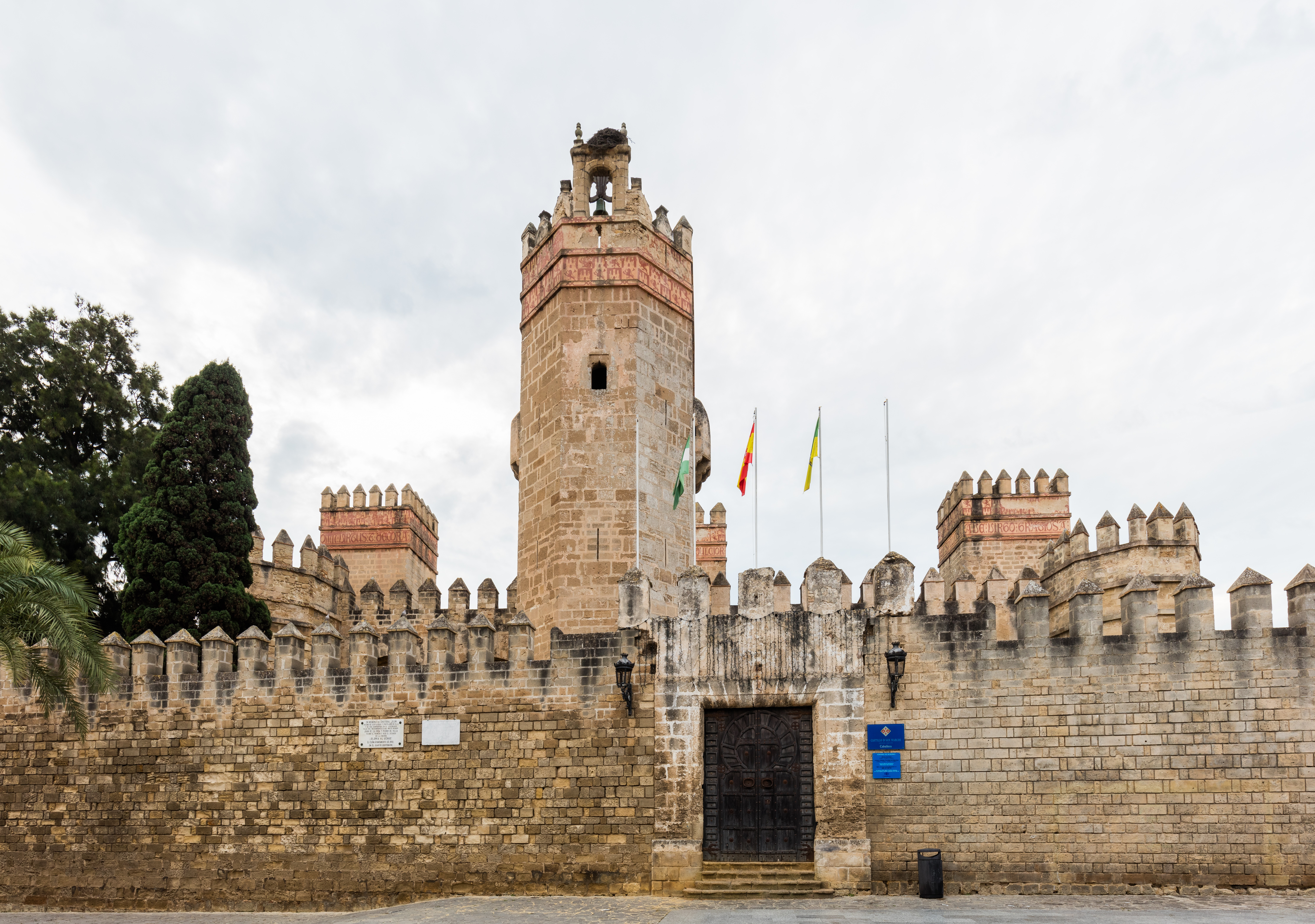
Castillo de San Marcos, en El Puerto de Santa María, Cádiz

- Luis de la Cerda y de la Vega (1438-Écija, 25 de noviembre de 1501), I duque de Medinaceli,[1] ricohombre de Castilla, I señor y I conde del Puerto de Santa María, III señor de Cogolludo, IX señor de Arcos de Jalón, V señor de Enciso, V señor de Luzón, etc.[6] Era hijo de  Gastón de la Cerda, IV conde de Medinaceli, y de Leonor de la Vega y Mendoza.[1]

Casó en primeras nupcias con Catalina Lasso de Mendoza, señora de Valhermoso, matrimonio anulado en 12 de agosto de 1469). Contrajo un segundo matrimonio con Leonor de Foix que falleció dos años después de la boda y de quien tuvo a Leonor de la Cerda-Foix y Aragón (m. 8 de abril de 1497), casada con el I marqués del Cenete. Casó en terceras nupcias en 1471 con Ana de Aragón, hija natural de Carlos de Viana y de su amante María de Armendáriz. Casó en cuartas nupcias el 26 de agosto de 1501 en el Puerto de Santa María, poco antes de morir, con Catalina Vique de Orejón con quien había tenido un hijo antes de casarse que fue legitimado posteriormente y que sucedió a su padre en el ducado:
- Juan de la Cerda (1485-Cogolludo, 20 de enero de 1544), II duque de Medinaceli,[4] II conde del Puerto de Santa María, IV señor de Cogolludo, X señor de Arcos de Jalón, VI señor de Enciso, etc.[6]

Casó en primeras nupcias en 1501, en Cogolludo, con Mencía Manuel de Portugal Braganza y Noroña (m. 1504), hija de Alfonso de Braganza y Portugal, I conde de Faro y de su esposa María de Noroña, II condesa de Odemira. Contrajo un segundo matrimonio en diciembre de 1512, en Medinaceli, con María de Silva y Toledo, hija de los condes de Cifuentes, Juan de Silva, y Catalina de Toledo. Le sucedió su hijo del primer matrimonio:
- Gastón de la Cerda y Portugal (1504-19 de diciembre de 1551), III duque de Medinaceli,[4] II marqués de Cogolludo, III conde del Puerto de Santa María, XI señor de Arcos de Jalón, VII señor de Enciso, etc.[9]

Casó el 4 de marzo de 1540, en el palacio de Salinas, Palencia, con María Sarmiento de la Cerda, hija de los III condes de Salinas. El matrimonio fue anulado en 1544. Sin descendencia legítima, le sucedió su medio hermano:
- Juan de la Cerda y Silva (m. Madrid, 1 de agosto de 1575), IV duque de Medinaceli,[4] IV conde del Puerto de Santa María, III marqués de Cogolludo, XII señor de Arcos de Jalón, etc., caballero de la Orden de Santiago,[9] virrey de Sicilia y de Navarra, gobernador de los Países Bajos, consejero de Estado y mayordomo de la reina.[4]

Casó antes del 9 de septiembre de 1541, en Ocaña, con Juana Manuel de Portugal y Noroña (Lisboa, c. 1520-Pamplona, 19 de junio de 1568), dama de la emperatriz Isabel de Portugal, hija de Sancho de Noroña, III conde de Odemira y II conde de Faro, y de su segunda esposa Ángela Fabra y Centelles. Le sucedió su hijo:
- Juan Luis de la Cerda y Portugal (1544-29 de mayo de 1594), V duque de Medinaceli,[11] V conde del Puerto de Santa María, IV marqués de Cogolludo, XIII señor de Arcos de Jalón, IX señor de Enciso, etc., embajador extraordinario en Portugal y caballero de la Orden del Toisón de Oro.[9]

Contrajo un primer matrimonio en 1565 con Ana de Aragón y Cardona (m. 31 de agosto de 1578), hija de Antonio de Aragón y Folch de Cardona, I duque de Paliano, y de su segunda esposa, Juliana Antonia de Cardona y Gonzaga, condesa de Golisano. Casó en segundas nupcias con Juana de la Lama y de la Cueva (m. 1584), III marquesa de Adrada y VI señora de la Lama, viuda del V duque de Alburquerque. Le sucedió su hijo del primer matrimonio:
- Juan de la Cerda y Aragón (Cogolludo, 20 de mayo de 1569-Madrid, 23 de noviembre de 1607), VI duque de Medinaceli.[11]

Casó en primeras nupcias el 29 de junio de 1583, en Cogolludo, con Ana de la Cueva y de la Lama (m. 1596), su hermanastra, siendo padres de Ana de la Cerda que casó con Antonio de Aragón y  Moncada, VI duque de Montalto. Contrajo un segundo matrimonio el 21 de agosto de 1606 con Antonia de Toledo Dávila y Colonna, dama de la reina Margarita de Austria, hija de Gonzalo Gómez Dávila, II marqués de Velada, y de  Ana de Toledo y Colonna. Le sucedió su hijo del segundo matrimonio:

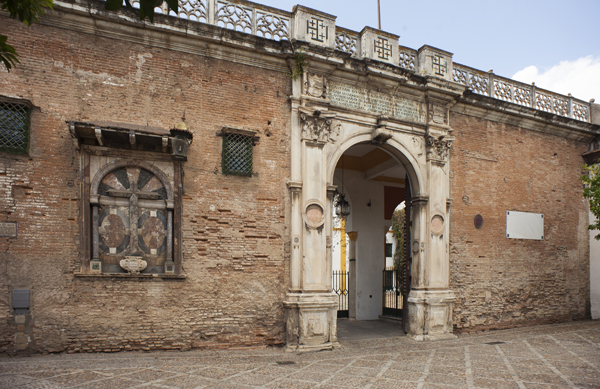
Fachada Casa de Pilatos con arco de mármol traído de Génova. Sevilla

- Juan Luis Antonio de la Cerda y Dávila (Madrid, 25 de octubre de 1607-Puerto de Santa María, 7 de marzo de 1671),[13] VII duque de Medinaceli,[11] VII conde del Puerto de Santa María, VI marqués de Cogolludo, XV señor de Arcos de Jalón, XI señor de Enciso, XI señor de Luzón, II marqués de la Laguna de Camero Viejo, caballero de la Orden de Alcántara,[13] caballero del Toisón de Oro, summiller de corps y caballerizo mayor del rey, consejero de Estado y presidente del Supremo de Indias.[11]

Casó en Dos Hermanas en 28 de noviembre de 1625 con Ana María Enríquez de Ribera y Portocarrero (1613-1645), V duquesa de Alcalá de los Gazules, VIII marquesa de Tarifa, III marquesa de Alcalá de la Alameda, VIII condesa de los Molares, baronesa de Antella, heredera de la Casa de Pilatos de Sevilla, hija de Pedro Girón y de Antonia Portocarrero y Cárdenas, II marquesa de Alcalá de la Alameda y baronesa de Antella. Le sucedió su hijo:
- Juan Francisco de la Cerda y Enríquez de Ribera (Medinaceli, 4 de noviembre de 1637-Palacio de Medinaceli, Madrid, 20 de febrero de 1691), VIII duque de Medinaceli,[11] VII marqués de Cogolludo, VIII conde del Puerto de Santa María, VI duque de Alcalá de los Gazules, IX marqués de Tarifa, IV marqués de Alcalá de la Alameda, IX conde de los Molares, XVI señor de Arcos de Jalón, XII señor de Enciso, XII señor de Luzón, caballero de la Orden del Toisón de Oro, del Consejo de Estado, sumiller de corps y caballerizo mayor de Carlos II, adelantado mayor de Castilla y condestable de Aragón.[15]

Casó el 1 de mayo de 1653 con Catalina de Aragón y Cardona, VIII duquesa de Segorbe, IX duquesa de Cardona, hija y heredera de Luis Ramón de Aragón y Folch de Cardona, VI duque de Segorbe y Cardona, y de Mariana de Sandoval y Rojas y Enríquez de Cabrera, III duquesa de Lerma. Le sucedió su hijo:

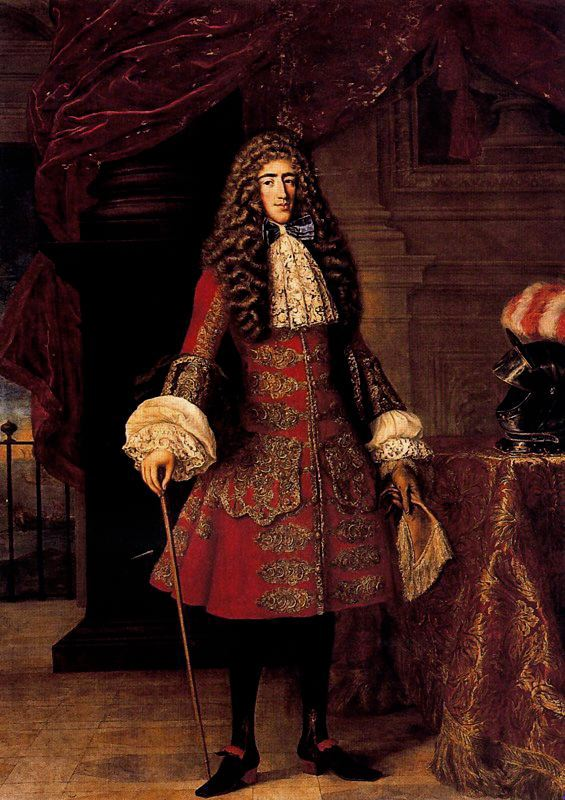
Luis Francisco de la Cerda y Aragón, IX duque de Medinaceli, por Jakob Voet

- Luis Francisco de la Cerda y Aragón (El Puerto de Santa María, 2 de agosto de 1660-Pamplona, 26 de enero de 1711), IX duque de Medinaceli,[11] IX y último conde del Puerto de Santa María, IX duque de Segorbe, X duque de Cardona, VII duque de Alcalá de los Gazules, X marqués de Denia, VIII marqués de Cogolludo, marqués de Alcalá de la Alameda, marqués de Pallars, de Tarifa de Comares y de Cea, conde de Ampurias, de Prades, de Santa Gadea, de los Morales, etc.[16] Capitán General de las costas de Andalucía, residió algunos años en la sevillana Casa de Pilatos. Embajador de España ante el papa Inocencio XII en 1687, fue virrey y capitán general de Nápoles de 1695 a 1702.

Casó el 2 de febrero de 1678 con María de las Nieves Téllez-Girón y Sandoval, prima de su madre, hija de Gaspar Téllez Girón, V duque de Osuna, y de Feliche de Sandoval Orsini, III duquesa de Uceda. Fueron padres de una hija, Catalina, que murió a los tres años. El duque tuvo un hijo natural, Luis, que fue caballero de la Orden de Malta y que falleció en 1695. Sus títulos nobiliarios pasaron a su sobrino Nicolás, hijo de su hermana Feliche María de la Cerda y Aragón y de Luis Mauricio Fernández de Córdoba y Figueroa, VII marqués de Priego y VII duque de Feria.

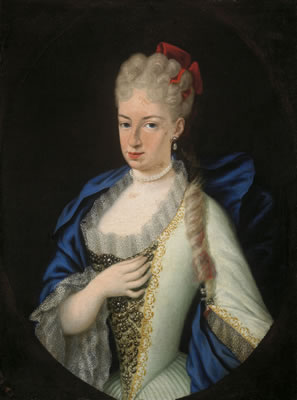
Jerónima Spínola de la Cerda, X duquesa de Medinaceli

- Nicolás Fernández de Córdoba y de la Cerda (Madrid, 24 de junio de 1682-Madrid, 19 de marzo de 1739), X duque de Medinaceli,[11] XI duque de Cardona, X duque de Segorbe, XI marqués de Denia, IX marqués de Comares, VIII duque de Alcalá de los Gazules, IX conde de Santa Gadea, XI marqués de Tarifa, VI marqués de Alcalá de la Alameda, XI conde de los Molares, XI marqués de Pallars, XIV conde de Ampurias, XVII conde de Prades, XV vizconde de Villamur, XV barón de Entenza, XVI conde de Buendía, IX marqués de Priego, IX duque de Feria, VII marqués de Montalbán, VII marqués de Villalba, VII marqués de Villafranca, señor de numerosos lugares,[17] caballero de la Orden del Toisón de Oro, mayordomo y caballerizo mayor de la reina.[11]

Casó en Madrid en 30 de septiembre de 1703 con su prima Jeronima María Spínola y de la Cerda (1687-1757), descendiente del VIII duque de Medinaceli, hija de Carlos Felipe Spínola, IV duque de Sesto, IV marqués de los Balbases, IV duque de Santa Severina, duque de Venafro, y de Isabel María de la Cerda y Aragón (1667-1708). Le sucedió su hijo:
- Luis Fernández de Córdoba y Spínola (Madrid, 20 de septiembre de 1704-Madrid, 14 de enero de 1768), XI duque de Medinaceli,[11] XII duque de Cardona, XI duque de Segorbe, X marqués de Priego, XII marqués de Denia, X marqués de Comares, IX duque de Alcalá de los Gazules, X duque de Feria, X conde de Santa Gadea, IX marqués de Cogolludo, XII marqués de Tarifa, VII marqués de Alcalá de la Alameda, XII marqués de Pallars, VIII marqués de Villafranca, VIII marqués de Montalbán, VIII marqués de Villalba, XII conde de los Molares, XV conde de Ampurias, XVIII conde de Prades, XVII conde de Buendía, etc.,[18] teniente General de los Reales Ejércitos, caballero del Toisón de Oro en 1748 y caballerizo mayor en 1749.

Casó en Madrid en primeras nupcias el 19 de noviembre de 1722 con María Teresa de Moncada Aragón y Benavides, VII marquesa de Aytona y VII duquesa de Camiña (título de Castilla, hija de Guillén Ramón de Moncada y Portocarrero, y de Ana de Benavides y Aragón, VI marqueses de Aytona. Contrajo un segundo matrimonio el 27 de noviembre de 1763, en Madrid, con María Francisca Pignatelli de Aragón y Gonzaga, hija de Joaquín Pignatelli de Aragón, XVI conde de Fuentes, y de María Luisa Gonzaga y Caracciolo, II duquesa de Solferino. Le sucedió su hijo del primer matrimonio:
- Pedro de Alcántara Fernández de Córdoba de la Cerda y Moncada (Madrid, 10 de noviembre de 1730-24 de noviembre de 1789), XII duque de Medinaceli,[11] XIII duque de Cardona, XII duque de Segorbe, XI marqués de Priego, XIII marqués de Denia, XI marqués de Comares, X duque de Alcalá de los Gazules, XI duque de Feria, XI conde de Santa Gadea, XIII marqués de Tarifa, VIII marqués de Alcalá de la Alamena, XIII marqués de Pallars, IX marqués de Villafranca, XIII conde de los Molares, XVI conde de Ampurias, XIX conde de Prades, XVIII conde de Buendía, X marqués de Cogolludo, IX marqués de Montalbán, IX marqués de Villalba, duque de Camiña, VIII marqués de Aytona, XIII marqués de Villarreal, etc.,[18] adelantado mayor y notario mayor de Andalucía, caballero del Toisón de Oro y mayordomo mayor.

Casó en primeras nupcias el 3 de abril de 1747, en Madrid, con María Francisca Gonzaga y Caracciolo (1731-1757), hija de Francisco Gonzaga Pico de la Mirandola, I duque de Solferino y de su segunda esposa Giulia Quitteria Carraciolo di San Buono. Casó en segundas nupcias el 12 de octubre de 1761 con María Petronila de Alcántara Pimentel y Cernesio, VIII marquesa de Malpica, VII marquesa de Mancera, IX marquesa de Povar, hija de Joaquín María Enríquez Pimentel Álvarez de Toledo, y de María Bernarda Cernesio y Guzmán, XII duques de Medina de Ríoseco. Le sucedió su hijo del primer matrimonio:
- Luis María Fernández de Córdoba y Gonzaga (Madrid, 17 de abril de 1749-Madrid, 12 de noviembre de 1806) XIII duque de Medinaceli,[11] XIV duque de Cardona, XIII duque de Segorbe, XII marqués de Priego, XIV marqués de Denia, XII marqués de Comares, XI duque de Alcalá de los Gazules, XII duque de Feria, IX duque de Camiña, IX marqués de Aytona, XII conde de Santa Gadea, XI marqués de Cogolludo, IV marqués de Tarifa, IX marqués de Alcalá de la Alamena, XIV marqués de Pallars, X marqués de Villafranca, X marqués de Montalbán, X marqués de Villalba, XIV marqués de Villarreal, XIV conde de los Molares, XVII conde de Ampurias, XX conde de Prades, XIX conde de Buendía, XIV conde de Valenza (título de Castilla) y Valadares, XIII conde de Alcoutim (título de Castilla), XVII conde de Osona, etc.[21] teniente general, caballero del Toisón de Oro, caballerizo mayor del rey y mayordomo mayor de la reina.[11]

Casó el 6 de febrero de 1764, en Madrid, con  su prima Joaquina María de Benavides y Pacheco, III duquesa de Santisteban del Puerto, hija de Antonio de Benavides y de la Cueva, y de María de la Portería Pacheco Téllez-Girón, II duques de Santisteban del Puerto. Le sucedió su hijo:
- Luis Joaquín Fernández de Córdoba y Benavides (Real Sitio de San Ildefonso, 12 de agosto de 1780-7 de julio de 1840), XIV duque de Medinaceli,[11] XV duque de Cardona, XIV duque de Segorbe, XIII marqués de Priego, XV marqués de Denia, XIII marqués de Comares, XII duque de Alcalá de los Gazules, XIII duque de Feria, X duque de Camiña, X marqués de Aytona, XIII conde de Santa Gadea, XII marqués de Cogolludo, XV marqués de Tarifa, X marqués de Alcalá de la Alamena, XV marqués de Pallars, XI marqués de Villafranca, XI marqués de Montalbán, XI marqués de Villalba, XV conde de los Molares, XV marqués de Villarreal, XVIII conde de Ampurias, XIV conde de Alcoutim, XVIII conde de Osona, IV duque de Santisteban del Puerto, IX marqués de Solera, IX marqués de Malagón, IX conde de Villalonso, XII conde de Castellar (título que perdió por sentencia en 1800 a favor del II marqués de Moscoso), XIII marqués de las Navas, XVI conde de Cocentaina, XV conde de Medellín, etc.[22] gobernador de la Monarquía y prócer del reino.[11]

Casó en el 25 de mayo de 1802, en Madrid, con María de la Concepción Ponce de León y Carvajal (m. 1856), hija de Antonio María Ponce de León y Dávila Carrillo de Albornoz, III duque de Montemar y de María Luisa de Carvajal y Gonzaga. Le sucedió su hijo:

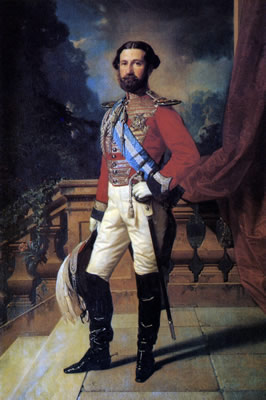
El XV duque de Medinaceli, por Madrazo

- Luis Tomás Fernández de Córdoba y Ponce de León (Gaucín, 18 de septiembre de 1813-París, 6 de enero de 1873), XV duque de Medinaceli,[11] XVI duque de Cardona, XV duque de Segorbe, XIV marqués de Priego, XVI marqués de Denia, XIV marqués de Comares, XIII duque de Alcalá de los Gazules, XIV duque de Feria, XI duque de Camiña, V duque de Santisteban del Puerto, XI marqués de Aytona, XIV conde de Santa Gadea, XIII marqués de Cogolludo, XVI marqués de Tarifa, XI marqués de Alcalá de la Alamena, XVI marqués de Pallars, XII marqués de Montalbán, XII marqués de Villafranca, XII marqués de Villalba, XVI marqués de Villarreal, X marqués de Solera, X marqués de Malagón, XIV marqués de las Navas, XVI conde de los Molares, XIX conde de Ampurias, XXII conde de Prades, XXI conde de Buendia, XVI conde de Valenza y Valadares, XV conde de Alcoutim, XIX conde de Osona, XVI conde de Medellín, X conde de Villalonso, XVI conde de Castellar (recuperó el título en 1852), XVI conde del Risco, XVII conde de Cocentaina, XX vizconde de Villamur, vizconde de Cabrera, vizconde de Bas, adelantado mayor y notario de mayor de Andalucía, etc.[24] senador y caballero del Toisón de Oro.[11]

Heredó de su padres el palacio del Prado esquina con la Carrera de San Jerónimo. Se conserva una fotografía de 1853 de Charles Clifford, en la que se aprecia el palacio Medinaceli con una fachada sencilla, casi frontero al Congreso de los Diputados, entre esta fecha y la defunción del duque en 1873, se dotó al palacio de un revestimiento para sus fachadas a la que se le incorporó una gran entrada presidida por un gran escudo de la familia. Este palacio fue derribado en 1895, y sobre su solar se erigió el Hotel Palace en 1909, y en los que fueron sus jardines se creó una nueva calle y se levantó años después la iglesia de Nuestro Señor Jesús de Medinaceli.
Casó el 2 de agosto de 1848 con Ángela Apolonia Pérez de Barradas y Bernuy (m. 1903), hija de Fernando Pérez de Barradas Arias de Saavedra y de María del Rosario Bernuy y Aguayo, IX marqueses de Peñaflor. Después de enviudar, la condesa casó en segundas nupcias con Luis Sebastián de León y Cataumber. Fue agraciada con los títulos de I duquesa de Denia y Tarifa, por el rey Alfonso XII el 28 de junio de 1882. Compró en 1878 al marqués de Salamanca el que había sido palacio de sus suegros los duques de Uceda, en la madrileña Plaza Colón, donde se instaló con su segundo marido. Le sucedió su hijo:
- Luis María Fernández de Córdoba y Pérez de Barradas (Madrid, 20 de marzo de 1851-Navas del Marqués, 14 de mayo de 1879), XVI duque de Medinaceli,[26] XVII duque de Cardona, XVI duque de Segorbe, XV marqués de Priego, XVII marqués de Denia, XV marqués de Comares, XIV duque de Alcalá de los Gazules, XII duque de Camiña, VI duque de Santisteban el Puerto, XII marqués de Aytona, XV conde de Santa Gadea, XIV marqués de Cogolludo, XVII marqués de Tarifa, XII marqués de Alcalá de la Alameda, XVII marqués de Pallars, XIII marqués de Montalbán, XVII marqués de Villarreal, XI marqués de Solera, XI marqués de Malagón, XV marqués de las Navas, XVII conde de los Molares, XX conde de Ampurias, XXIII conde de Prades, XXII conde de Buendia, conde de Valenza y Valadares, XXIII conde de Alcoutim, XX conde de Osona, XVII conde de Medellín, XI conde de Villalonso, XVII conde de Castellar, XVII conde del Risco, XVIII conde de Cocentaina, XVI duque de Feria, vizconde de Villamur, de Cabrera, de Bas, etc.[24]

Casó en primeras nupcias el 2 de octubre de 1875 con María Luisa Fitz James Stuart y Portocarrero (m. 1876), IX duquesa de Montoro, hija de los XV duques de Alba, sin sucesión. Contrajo un segundo matrimonio el 23 de noviembre de 1878 con Casilda Remigia de Salabert y Arteaga (m. 1936), condesa de Ofalia XI duquesa de Ciudad Real, IX marquesa de Torrecilla, hija de Narciso de Salabert y Pinedo, y de María Josefa de Arteaga y Silva, VII marqueses de Torrecilla. En 1884, Casilda de Salabert y Arteaga se casó en segundas nupcias con Mariano Fernández de Henestrosa y Ortiz de Mioño, I duque de Santo Mauro, residiendo en el palacete Santo mauro de la calle Zurbano de Madrid. Fueron padres de Casilda Férnandez de Córdoba y Salabert, que casó con  Mariano de Silva Bazán y Carvajal, XIII marqués de Santa Cruz. Le sucedió su hijo póstumo del segundo matrimonio:

XVII duquesa de Medinaceli

- Luis Jesús Fernández de Córdoba y Salabert (Madrid, 16 de enero de 1880–13 de julio de 1956), XVII duque de Medinaceli,[26] XVIII duque de Cardona, XVII duque de Segorbe, XVI marqués de Priego, XVIII marqués de Denia, XVI marqués de Comares, XV duque de Alcalá de los Gazules, XVII duque de Feria, duque de Camiña, VII duque de Santisteban del Puerto, XIII marqués de Aytona, XVI conde de Santa Gadea, XVIII marqués de Tarifa, XIII marqués de Alcalá de la Alameda, XIV marqués de Montalbán, XVIII marqués de Pallars, XII marqués de Solera, II marqués de Malagón, XVI marqués de las Navas, XXI conde de Ampurias, conde de Valenza y Valadares, XXIII conde de Buendia, XVIII conde de los Molares, XXIV conde de Prades, XXI conde de Osona, XII conde de Villalonso, XVIII conde de Castellar, XVIII conde del Risco, XIX conde de Cocentaina, XV marqués de Cogolludo, XIV marqués de Villafranca, XIV marqués de Villalba, X marqués de Torrecilla, XI marqués de Navahermosa, XIII conde de Aramayona, VII conde de Ofalia, IIII duque de Denia, III duque de Tarifa, gentilhombre de cámara con ejercicio y servidumbre,[27] caballero del Toisón de Oro y senador.[26]

Casó el 5 de junio de 1911 con Ana María Fernández de Henestrosa y Gayoso de los Cobos (m. 1938). La boda tuvo lugar en el palacio de la Plaza de Colón que heredó de su abuela, la I duquesa de Denia y Tarifa. Su esposa era hija de Ignacio Fernández de Henestrosa y Ortiz de Mioño, VIII conde de Moriana del Río, y de Francisca de Borja Gayoso de los Cobos. Heredó Ana María a través de sus abuelos maternos Jacobo Gayoso de los Cobos y Téllez-Girón, y de Ana María de Sevilla y Villanueva, marqueses de Camarasa, el Pazo de Oca en Pontevedra. Contrajo un segundo matrimonio el 22 de diciembre de 1939 con Concepción Rey de Pablo Blanco (m. 1971). Le sucedió su hija del primer matrimonio:
- Victoria Eugenia Fernández de Córdoba y Fernández de Henestrosa (Madrid, 1917-2013), XVIII duquesa de Medinaceli,[26] XVI marquesa de Cogolludo, XVI duquesa de Alcalá de los Gazules, XVIII duquesa de Segorbe, XVII marquesa de Priego, XVIII duquesa de Feria, XIV duquesa de Camiña, VIII duquesa de Santiesteban del Puerto, IV duquesa de Denia, IV duquesa de Tarifa, XXIII duquesa de Ciudad Real, XIV marquesa de Aytona, XI marquesa de Torrecilla, XVII condesa de Santa Gadea, XIX marquesa de Denia, XVII marquesa de Comares, XIX marquesa de Tarifa, XIV marquesa de Alcalá de la Alameda, etc.[28]

Casó en Sevilla el 12 de octubre de 1938 con Rafael de Medina y Vilallonga, hijo de Luis de Medina Garvey y de Amelia Vilallonga Ybarra, nieto de los III marqueses de Esquivel. Sucedió de acuerdo con la reforma de sucesión de títulos nobiliarios de 2006 que suprimía la preferencia del varón sobre la mujer, su nieto, hijo de Ana Medina y Fernández de Córdoba, IX condesa de Ofalia y XIII marquesa de Navahermosa, y de su primer esposo, el príncipe Maximiliano Hohenlohe-Langenburg e Iturbe:
- Marco de Hohenlohe-Langenburg y Medina (8 de marzo de 1962-Sevilla, 19 de agosto de 2016), XIX duque de Medinaceli.[29]

Casó el 1 de junio de 1996, en Ronda, Málaga, con Sandra Schmidt-Polex, hija de Hans Carl Schmidt-Polex y de Karin Goepfer. Se divorciaron en 2004.  Le sucedió su hija:
- Victoria de Hohenlohe-Langenburg y Schmidt-Polex (n. Málaga, 9 de marzo de 1999), XX duquesa de Medinaceli,[29] X condesa de Ofalia, V condesa de San Martín de Hoyos, XV marquesa de Cilleruelo, X marquesa de San Miguel das Penas y la Mota, XVII duquesa de Alcalá de los Gazules, XVIII marquesa de Priego, duquesa de Camiña, V duquesa de Denia, V duquesa de Tarifa, XV marquesa de Aytona, XVIII marquesa de Camarasa, XII marquesa de Torrecilla, XVIII condesa de Santa Gadea, XV marquesa de Alcalá de la Alameda, XVIII marquesa de Comares, XX marquesa de Denia, XIV marquesa de Malagón, XVI marquesa de Montalbán, XVIII marquesa de las Navas, XX marquesa de Pallars, XII marquesa de Tarifa, XIX condesa de Alcoutin, XVI condesa de Amarante, XXII condesa de Castrojeriz, XXIII condesa de Osona, XXVI condesa de Prades, XX condesa del Risco, XV condesa de Aramayona, XXV condesa de Buendía, XXI condesa de Cocentaina, XX condesa de los Molares, XX condesa de Medellín, XX condesa de Moriana del Río, XIV condesa de Villalonso, XX condesa de Castellar, XX marquesa de Villa Real, XVI marquesa de Villafranca, XLVII vizcondesa de Bas, etc.[29]

Casó, el 15 de octubre de 2023, en Jerez de la Frontera, con Maxime Corneille.

## Árbol genealógico
| \| \| \| \| \| \| \| \| \| Luis de la Cerda, i duque de Medinaceli (c. 1442-1501) \| \| \| \| \| \| \| \| \| \| \| \| \| \| \| \| \| \| \| \| \| \| \| \| \| \| \| \| \| \| \| \| \| \| \| \| \| \| \| \| \| \| \| \| \| \| \| \| \| \| \| \| \| \| Juan de la Cerda, ii duque de Medinaceli (1485-1544) \| \| \| \| \| \| \| \| \| \| \| \| \| \| \| \| \| \| \| \| \| \| \| \| \| \| \| \| \| \| \| \| \| \| \| \| \| \| \| \| \| \| \| \| \| \| \| \| \| \| \| \| \| \| \| \| \| \| \| \| \| \| \| \| \| \| \| \| \| \| \| \| \| Gastón de la Cerda, iii duque de Medinaceli (1504-1552) \| Gastón de la Cerda, iii duque de Medinaceli (1504-1552) \| Gastón de la Cerda, iii duque de Medinaceli (1504-1552) \| Gastón de la Cerda, iii duque de Medinaceli (1504-1552) \| Gastón de la Cerda, iii duque de Medinaceli (1504-1552) \| Gastón de la Cerda, iii duque de Medinaceli (1504-1552) \| \| \| Juan de la Cerda, iv duque de Medinaceli (c. 1515-1575) \| Juan de la Cerda, iv duque de Medinaceli (c. 1515-1575) \| Juan de la Cerda, iv duque de Medinaceli (c. 1515-1575) \| Juan de la Cerda, iv duque de Medinaceli (c. 1515-1575) \| Juan de la Cerda, iv duque de Medinaceli (c. 1515-1575) \| Juan de la Cerda, iv duque de Medinaceli (c. 1515-1575) \| \| \| \| \| \| \| \| \| \| \| \| \| \| Gastón de la Cerda, iii duque de Medinaceli (1504-1552) \| Gastón de la Cerda, iii duque de Medinaceli (1504-1552) \| Gastón de la Cerda, iii duque de Medinaceli (1504-1552) \| Gastón de la Cerda, iii duque de Medinaceli (1504-1552) \| Gastón de la Cerda, iii duque de Medinaceli (1504-1552) \| Gastón de la Cerda, iii duque de Medinaceli (1504-1552) \| \| \| Juan de la Cerda, iv duque de Medinaceli (c. 1515-1575) \| Juan de la Cerda, iv duque de Medinaceli (c. 1515-1575) \| Juan de la Cerda, iv duque de Medinaceli (c. 1515-1575) \| Juan de la Cerda, iv duque de Medinaceli (c. 1515-1575) \| Juan de la Cerda, iv duque de Medinaceli (c. 1515-1575) \| Juan de la Cerda, iv duque de Medinaceli (c. 1515-1575) \| \| \| \| \| \| \| \| \| \| \| \| \| \| \| \| \| \| \| \| \| \| Juan Luis de la Cerda, v duque de Medinaceli (1554-1594) \| \| \| \| \| \| \| \| \| \| \| \| \| \| \| \| \| \| \| \| \| \| \| \| \| \| \| \| \| \| \| \| \| \| \| \| \| \| \| \| \| \| \| \| \| \| \| \| \| \| \| \| \| \| Juan de la Cerda, vi duque de Medinaceli (1569-1607) \| \| \| \| \| \| \| \| \| \| \| \| \| \| \| \| \| \| \| \| \| \| \| \| \| \| \| \| \| \| \| \| \| \| \| \| \| \| \| \| \| \| \| \| \| \| \| \| \| \| \| \| \| \| Antonio Juan Luis de la Cerda, vii duque de Medinaceli (1607-1671) \| \| \| \| \| \| \| \| \| \| \| \| \| \| \| \| \| \| \| \| \| \| \| \| \| \| \| \| \| \| \| \| \| \| \| \| \| \| \| \| \| \| \| \| \| \| \| \| \| \| \| \| \| \| Juan Francisco de la Cerda, viii duque de Medinaceli (1637-1691) \| \| \| \| \| \| \| \| \| \| \| \| \| \| \| \| \| \| \| \| \| \| \| \| \| \| \| \| \| \| \| \| \| \| \| \| \| \| \| \| \| \| \| \| \| \| \| \| \| \| \| \| \| \| \| \| \| \| \| \| \| \| \| \| \| \| \| \| \| \| \| \| \| \| \| \| \| \| \| \| \| Feliche María de la Cerda, marquesa de Priego (1657-1709) \| Feliche María de la Cerda, marquesa de Priego (1657-1709) \| Feliche María de la Cerda, marquesa de Priego (1657-1709) \| Feliche María de la Cerda, marquesa de Priego (1657-1709) \| Feliche María de la Cerda, marquesa de Priego (1657-1709) \| Feliche María de la Cerda, marquesa de Priego (1657-1709) \| \| \| Luis Francisco de la Cerda, ix duque de Medinaceli (1660-1711) \| Luis Francisco de la Cerda, ix duque de Medinaceli (1660-1711) \| Luis Francisco de la Cerda, ix duque de Medinaceli (1660-1711) \| Luis Francisco de la Cerda, ix duque de Medinaceli (1660-1711) \| Luis Francisco de la Cerda, ix duque de Medinaceli (1660-1711) \| Luis Francisco de la Cerda, ix duque de Medinaceli (1660-1711) \| \| \| \| \| \| \| \| \| \| \| \| \| \| Feliche María de la Cerda, marquesa de Priego (1657-1709) \| Feliche María de la Cerda, marquesa de Priego (1657-1709) \| Feliche María de la Cerda, marquesa de Priego (1657-1709) \| Feliche María de la Cerda, marquesa de Priego (1657-1709) \| Feliche María de la Cerda, marquesa de Priego (1657-1709) \| Feliche María de la Cerda, marquesa de Priego (1657-1709) \| \| \| Luis Francisco de la Cerda, ix duque de Medinaceli (1660-1711) \| Luis Francisco de la Cerda, ix duque de Medinaceli (1660-1711) \| Luis Francisco de la Cerda, ix duque de Medinaceli (1660-1711) \| Luis Francisco de la Cerda, ix duque de Medinaceli (1660-1711) \| Luis Francisco de la Cerda, ix duque de Medinaceli (1660-1711) \| Luis Francisco de la Cerda, ix duque de Medinaceli (1660-1711) \| \| \| \| \| \| \| \| \| \| \| \| \| \| Nicolás Fernández de Córdoba, x duque de Medinaceli (1682-1739) \| \| \| \| \| \| \| \| \| \| \| \| \| \| \| \| \| \| \| \| \| \| \| \| \| \| \| \| \| \| \| \| \| \| \| \| \| \| \| \| \| \| \| \| \| \| \| \| \| \| \| \| \| \| Luis Antonio Fernández de Córdoba, xi duque de Medinaceli (1704-1768) \| \| \| \| \| \| \| \| \| \| \| \| \| \| \| \| \| \| \| \| \| \| \| \| \| \| \| \| \| \| \| \| \| \| \| \| \| \| \| \| \| \| \| \| \| \| \| \| \| \| \| \| \| \| Pedro de Alcántara Fernández de Córdoba, xii duque de Medinaceli (1730-1789) \| \| \| \| \| \| \| \| \| \| \| \| \| \| \| \| \| \| \| \| \| \| \| \| \| \| \| \| \| \| \| \| \| \| \| \| \| \| \| \| \| \| \| \| \| \| \| \| \| \| \| \| \| \| Luis María Fernández de Córdoba, xiii duque de Medinaceli (1749-1806) \| \| \| \| \| \| \| \| \| \| \| \| \| \| \| \| \| \| \| \| \| \| \| \| \| \| \| \| \| \| \| \| \| \| \| \| \| \| \| \| \| \| \| \| \| \| \| \| \| \| \| \| \| \| Luis Joaquín Fernández de Córdoba, xiv duque de Medinaceli (1780-1840) \| \| \| \| \| \| \| \| \| \| \| \| \| \| \| \| \| \| \| \| \| \| \| \| \| \| \| \| \| \| \| \| \| \| \| \| \| \| \| \| \| \| \| \| \| \| \| \| \| \| \| \| \| \| Luis Tomás Fernández de Córdoba, xv duque de Medinaceli (1813-1873) \| \| \| \| \| \| \| \| \| \| \| \| \| \| \| \| \| \| \| \| \| \| \| \| \| \| \| \| \| \| \| \| \| \| \| \| \| \| \| \| \| \| \| \| \| \| \| \| \| \| \| \| \| \| Luis María Fernández de Córdoba, xvi duque de Medinaceli (1851-1879) \| \| \| \| \| \| \| \| \| \| \| \| \| \| \| \| \| \| \| \| \| \| \| \| \| \| \| \| \| \| \| \| \| \| \| \| \| \| \| \| \| \| \| \| \| \| \| \| \| \| \| \| \| \| Luis Jesús Fernández de Córdoba, xvii duque de Medinaceli (1880-1956) \| \| \| \| \| \| \| \| \| \| \| \| \| \| \| \| \| \| \| \| \| \| \| \| \| \| \| \| \| \| \| \| \| \| \| \| \| \| \| \| \| \| \| \| \| \| \| \| \| \| \| \| \| \| Victoria Eugenia Fernández de Córdoba, xviii duquesa de Medinaceli (1917-2013) \| \| \| \| \| \| \| \| \| \| \| \| \| \| \| \| \| \| \| \| \| \| \| \| \| \| \| \| \| \| \| \| \| \| \| \| \| \| \| \| \| \| \| \| \| \| \| \| \| \| \| \| \| \| Ana de Medina, ix condesa de Ofalia (1940-2012) \| \| \| \| \| \| \| \| \| \| \| \| \| \| \| \| \| \| \| \| \| \| \| \| \| \| \| \| \| \| \| \| \| \| \| \| \| \| \| \| \| \| \| \| \| \| \| \| \| \| \| \| \| \| Marco de Hohenlohe, xix duque de Medinaceli (1962-2016) \| \| \| \| \| \| \| \| \| \| \| \| \| \| \| \| \| \| \| \| \| \| \| \| \| \| \| \| \| \| \| \| \| \| \| \| \| \| \| \| \| \| \| \| \| \| \| \| \| \| \| \| \| \| Victoria von Hohenlohe-Langenburg, xx duquesa de Medinaceli (n. 1997) \| \| \| \| \| \| \| \| \| \| \| \| \| \| \| \| \| \| |                                                         |                                                         |                                                         |                                                         |                                                         |  |  |                                                                                |                                                           |                                                           |                                                           |                                                           |                                                           |  |  |                                                                |                                                                |                                                                |                                                                |                                                                |                                                                |  |  |  |  |
| |                                                         |                                                         |                                                         |                                                         |                                                         |  |  | Luis de la Cerda, i duque de Medinaceli (c. 1442-1501)                         |                                                           |                                                           |                                                           |                                                           |                                                           |  |  |                                                                |                                                                |                                                                |                                                                |                                                                |                                                                |  |  |  |  |
| |                                                         |                                                         |                                                         |                                                         |                                                         |  |  |                                                                                |                                                           |                                                           |                                                           |                                                           |                                                           |  |  |                                                                |                                                                |                                                                |                                                                |                                                                |                                                                |  |  |  |  |
| |                                                         |                                                         |                                                         |                                                         |                                                         |  |  | Juan de la Cerda, ii duque de Medinaceli (1485-1544)                           |                                                           |                                                           |                                                           |                                                           |                                                           |  |  |                                                                |                                                                |                                                                |                                                                |                                                                |                                                                |  |  |  |  |
| |                                                         |                                                         |                                                         |                                                         |                                                         |  |  |                                                                                |                                                           |                                                           |                                                           |                                                           |                                                           |  |  |                                                                |                                                                |                                                                |                                                                |                                                                |                                                                |  |  |  |  |
| |                                                         |                                                         |                                                         |                                                         |                                                         |  |  |                                                                                |                                                           |                                                           |                                                           |                                                           |                                                           |  |  |                                                                |                                                                |                                                                |                                                                |                                                                |                                                                |  |  |  |  |
| Gastón de la Cerda, iii duque de Medinaceli (1504-1552) | Gastón de la Cerda, iii duque de Medinaceli (1504-1552) | Gastón de la Cerda, iii duque de Medinaceli (1504-1552) | Gastón de la Cerda, iii duque de Medinaceli (1504-1552) | Gastón de la Cerda, iii duque de Medinaceli (1504-1552) | Gastón de la Cerda, iii duque de Medinaceli (1504-1552) |  |  | Juan de la Cerda, iv duque de Medinaceli (c. 1515-1575)                        | Juan de la Cerda, iv duque de Medinaceli (c. 1515-1575)   | Juan de la Cerda, iv duque de Medinaceli (c. 1515-1575)   | Juan de la Cerda, iv duque de Medinaceli (c. 1515-1575)   | Juan de la Cerda, iv duque de Medinaceli (c. 1515-1575)   | Juan de la Cerda, iv duque de Medinaceli (c. 1515-1575)   |  |  |                                                                |                                                                |                                                                |                                                                |                                                                |                                                                |  |  |  |  |
| Gastón de la Cerda, iii duque de Medinaceli (1504-1552) | Gastón de la Cerda, iii duque de Medinaceli (1504-1552) | Gastón de la Cerda, iii duque de Medinaceli (1504-1552) | Gastón de la Cerda, iii duque de Medinaceli (1504-1552) | Gastón de la Cerda, iii duque de Medinaceli (1504-1552) | Gastón de la Cerda, iii duque de Medinaceli (1504-1552) |  |  | Juan de la Cerda, iv duque de Medinaceli (c. 1515-1575)                        | Juan de la Cerda, iv duque de Medinaceli (c. 1515-1575)   | Juan de la Cerda, iv duque de Medinaceli (c. 1515-1575)   | Juan de la Cerda, iv duque de Medinaceli (c. 1515-1575)   | Juan de la Cerda, iv duque de Medinaceli (c. 1515-1575)   | Juan de la Cerda, iv duque de Medinaceli (c. 1515-1575)   |  |  |                                                                |                                                                |                                                                |                                                                |                                                                |                                                                |  |  |  |  |
| |                                                         |                                                         |                                                         |                                                         |                                                         |  |  | Juan Luis de la Cerda, v duque de Medinaceli (1554-1594)                       |                                                           |                                                           |                                                           |                                                           |                                                           |  |  |                                                                |                                                                |                                                                |                                                                |                                                                |                                                                |  |  |  |  |
| |                                                         |                                                         |                                                         |                                                         |                                                         |  |  |                                                                                |                                                           |                                                           |                                                           |                                                           |                                                           |  |  |                                                                |                                                                |                                                                |                                                                |                                                                |                                                                |  |  |  |  |
| |                                                         |                                                         |                                                         |                                                         |                                                         |  |  | Juan de la Cerda, vi duque de Medinaceli (1569-1607)                           |                                                           |                                                           |                                                           |                                                           |                                                           |  |  |                                                                |                                                                |                                                                |                                                                |                                                                |                                                                |  |  |  |  |
| |                                                         |                                                         |                                                         |                                                         |                                                         |  |  |                                                                                |                                                           |                                                           |                                                           |                                                           |                                                           |  |  |                                                                |                                                                |                                                                |                                                                |                                                                |                                                                |  |  |  |  |
| |                                                         |                                                         |                                                         |                                                         |                                                         |  |  | Antonio Juan Luis de la Cerda, vii duque de Medinaceli (1607-1671)             |                                                           |                                                           |                                                           |                                                           |                                                           |  |  |                                                                |                                                                |                                                                |                                                                |                                                                |                                                                |  |  |  |  |
| |                                                         |                                                         |                                                         |                                                         |                                                         |  |  |                                                                                |                                                           |                                                           |                                                           |                                                           |                                                           |  |  |                                                                |                                                                |                                                                |                                                                |                                                                |                                                                |  |  |  |  |
| |                                                         |                                                         |                                                         |                                                         |                                                         |  |  | Juan Francisco de la Cerda, viii duque de Medinaceli (1637-1691)               |                                                           |                                                           |                                                           |                                                           |                                                           |  |  |                                                                |                                                                |                                                                |                                                                |                                                                |                                                                |  |  |  |  |
| |                                                         |                                                         |                                                         |                                                         |                                                         |  |  |                                                                                |                                                           |                                                           |                                                           |                                                           |                                                           |  |  |                                                                |                                                                |                                                                |                                                                |                                                                |                                                                |  |  |  |  |
| |                                                         |                                                         |                                                         |                                                         |                                                         |  |  |                                                                                |                                                           |                                                           |                                                           |                                                           |                                                           |  |  |                                                                |                                                                |                                                                |                                                                |                                                                |                                                                |  |  |  |  |
| |                                                         |                                                         |                                                         |                                                         |                                                         |  |  | Feliche María de la Cerda, marquesa de Priego (1657-1709)                      | Feliche María de la Cerda, marquesa de Priego (1657-1709) | Feliche María de la Cerda, marquesa de Priego (1657-1709) | Feliche María de la Cerda, marquesa de Priego (1657-1709) | Feliche María de la Cerda, marquesa de Priego (1657-1709) | Feliche María de la Cerda, marquesa de Priego (1657-1709) |  |  | Luis Francisco de la Cerda, ix duque de Medinaceli (1660-1711) | Luis Francisco de la Cerda, ix duque de Medinaceli (1660-1711) | Luis Francisco de la Cerda, ix duque de Medinaceli (1660-1711) | Luis Francisco de la Cerda, ix duque de Medinaceli (1660-1711) | Luis Francisco de la Cerda, ix duque de Medinaceli (1660-1711) | Luis Francisco de la Cerda, ix duque de Medinaceli (1660-1711) |  |  |  |  |
| |                                                         |                                                         |                                                         |                                                         |                                                         |  |  | Feliche María de la Cerda, marquesa de Priego (1657-1709)                      | Feliche María de la Cerda, marquesa de Priego (1657-1709) | Feliche María de la Cerda, marquesa de Priego (1657-1709) | Feliche María de la Cerda, marquesa de Priego (1657-1709) | Feliche María de la Cerda, marquesa de Priego (1657-1709) | Feliche María de la Cerda, marquesa de Priego (1657-1709) |  |  | Luis Francisco de la Cerda, ix duque de Medinaceli (1660-1711) | Luis Francisco de la Cerda, ix duque de Medinaceli (1660-1711) | Luis Francisco de la Cerda, ix duque de Medinaceli (1660-1711) | Luis Francisco de la Cerda, ix duque de Medinaceli (1660-1711) | Luis Francisco de la Cerda, ix duque de Medinaceli (1660-1711) | Luis Francisco de la Cerda, ix duque de Medinaceli (1660-1711) |  |  |  |  |
| |                                                         |                                                         |                                                         |                                                         |                                                         |  |  | Nicolás Fernández de Córdoba, x duque de Medinaceli (1682-1739)                |                                                           |                                                           |                                                           |                                                           |                                                           |  |  |                                                                |                                                                |                                                                |                                                                |                                                                |                                                                |  |  |  |  |
| |                                                         |                                                         |                                                         |                                                         |                                                         |  |  |                                                                                |                                                           |                                                           |                                                           |                                                           |                                                           |  |  |                                                                |                                                                |                                                                |                                                                |                                                                |                                                                |  |  |  |  |
| |                                                         |                                                         |                                                         |                                                         |                                                         |  |  | Luis Antonio Fernández de Córdoba, xi duque de Medinaceli (1704-1768)          |                                                           |                                                           |                                                           |                                                           |                                                           |  |  |                                                                |                                                                |                                                                |                                                                |                                                                |                                                                |  |  |  |  |
| |                                                         |                                                         |                                                         |                                                         |                                                         |  |  |                                                                                |                                                           |                                                           |                                                           |                                                           |                                                           |  |  |                                                                |                                                                |                                                                |                                                                |                                                                |                                                                |  |  |  |  |
| |                                                         |                                                         |                                                         |                                                         |                                                         |  |  | Pedro de Alcántara Fernández de Córdoba, xii duque de Medinaceli (1730-1789)   |                                                           |                                                           |                                                           |                                                           |                                                           |  |  |                                                                |                                                                |                                                                |                                                                |                                                                |                                                                |  |  |  |  |
| |                                                         |                                                         |                                                         |                                                         |                                                         |  |  |                                                                                |                                                           |                                                           |                                                           |                                                           |                                                           |  |  |                                                                |                                                                |                                                                |                                                                |                                                                |                                                                |  |  |  |  |
| |                                                         |                                                         |                                                         |                                                         |                                                         |  |  | Luis María Fernández de Córdoba, xiii duque de Medinaceli (1749-1806)          |                                                           |                                                           |                                                           |                                                           |                                                           |  |  |                                                                |                                                                |                                                                |                                                                |                                                                |                                                                |  |  |  |  |
| |                                                         |                                                         |                                                         |                                                         |                                                         |  |  |                                                                                |                                                           |                                                           |                                                           |                                                           |                                                           |  |  |                                                                |                                                                |                                                                |                                                                |                                                                |                                                                |  |  |  |  |
| |                                                         |                                                         |                                                         |                                                         |                                                         |  |  | Luis Joaquín Fernández de Córdoba, xiv duque de Medinaceli (1780-1840)         |                                                           |                                                           |                                                           |                                                           |                                                           |  |  |                                                                |                                                                |                                                                |                                                                |                                                                |                                                                |  |  |  |  |
| |                                                         |                                                         |                                                         |                                                         |                                                         |  |  |                                                                                |                                                           |                                                           |                                                           |                                                           |                                                           |  |  |                                                                |                                                                |                                                                |                                                                |                                                                |                                                                |  |  |  |  |
| |                                                         |                                                         |                                                         |                                                         |                                                         |  |  | Luis Tomás Fernández de Córdoba, xv duque de Medinaceli (1813-1873)            |                                                           |                                                           |                                                           |                                                           |                                                           |  |  |                                                                |                                                                |                                                                |                                                                |                                                                |                                                                |  |  |  |  |
| |                                                         |                                                         |                                                         |                                                         |                                                         |  |  |                                                                                |                                                           |                                                           |                                                           |                                                           |                                                           |  |  |                                                                |                                                                |                                                                |                                                                |                                                                |                                                                |  |  |  |  |
| |                                                         |                                                         |                                                         |                                                         |                                                         |  |  | Luis María Fernández de Córdoba, xvi duque de Medinaceli (1851-1879)           |                                                           |                                                           |                                                           |                                                           |                                                           |  |  |                                                                |                                                                |                                                                |                                                                |                                                                |                                                                |  |  |  |  |
| |                                                         |                                                         |                                                         |                                                         |                                                         |  |  |                                                                                |                                                           |                                                           |                                                           |                                                           |                                                           |  |  |                                                                |                                                                |                                                                |                                                                |                                                                |                                                                |  |  |  |  |
| |                                                         |                                                         |                                                         |                                                         |                                                         |  |  | Luis Jesús Fernández de Córdoba, xvii duque de Medinaceli (1880-1956)          |                                                           |                                                           |                                                           |                                                           |                                                           |  |  |                                                                |                                                                |                                                                |                                                                |                                                                |                                                                |  |  |  |  |
| |                                                         |                                                         |                                                         |                                                         |                                                         |  |  |                                                                                |                                                           |                                                           |                                                           |                                                           |                                                           |  |  |                                                                |                                                                |                                                                |                                                                |                                                                |                                                                |  |  |  |  |
| |                                                         |                                                         |                                                         |                                                         |                                                         |  |  | Victoria Eugenia Fernández de Córdoba, xviii duquesa de Medinaceli (1917-2013) |                                                           |                                                           |                                                           |                                                           |                                                           |  |  |                                                                |                                                                |                                                                |                                                                |                                                                |                                                                |  |  |  |  |
| |                                                         |                                                         |                                                         |                                                         |                                                         |  |  |                                                                                |                                                           |                                                           |                                                           |                                                           |                                                           |  |  |                                                                |                                                                |                                                                |                                                                |                                                                |                                                                |  |  |  |  |
| |                                                         |                                                         |                                                         |                                                         |                                                         |  |  | Ana de Medina, ix condesa de Ofalia (1940-2012)                                |                                                           |                                                           |                                                           |                                                           |                                                           |  |  |                                                                |                                                                |                                                                |                                                                |                                                                |                                                                |  |  |  |  |
| |                                                         |                                                         |                                                         |                                                         |                                                         |  |  |                                                                                |                                                           |                                                           |                                                           |                                                           |                                                           |  |  |                                                                |                                                                |                                                                |                                                                |                                                                |                                                                |  |  |  |  |
| |                                                         |                                                         |                                                         |                                                         |                                                         |  |  | Marco de Hohenlohe, xix duque de Medinaceli (1962-2016)                        |                                                           |                                                           |                                                           |                                                           |                                                           |  |  |                                                                |                                                                |                                                                |                                                                |                                                                |                                                                |  |  |  |  |
| |                                                         |                                                         |                                                         |                                                         |                                                         |  |  |                                                                                |                                                           |                                                           |                                                           |                                                           |                                                           |  |  |                                                                |                                                                |                                                                |                                                                |                                                                |                                                                |  |  |  |  |
| |                                                         |                                                         |                                                         |                                                         |                                                         |  |  | Victoria von Hohenlohe-Langenburg, xx duquesa de Medinaceli (n. 1997)          |                                                           |                                                           |                                                           |                                                           |                                                           |  |  |                                                                |                                                                |                                                                |                                                                |                                                                |                                                                |  |  |  |  |